# Gilles de Corbeil
(Pierre) Gilles de Corbeil – auch Aegidius von Corbeil, lateinisch Aegidius Corboliensis, auch Egidius Corboliensis und Egidius/Aegidius de Corbolio – (* um 1140 in Corbeil; † um 1224) war ein französischer Arzt, Hochschullehrer und Dichter. Er verfasste in lateinischer Sprache vier medizinische Gedichte und eine antiklerikale Satire.
Gilles de Corbeil gilt als bedeutender Vermittler salernitanischen Wissens und ist der einzige namentlich bekanntliche Lehrer aus der Frühzeit der Pariser Schule.
Gilles de Corbeil ist nicht mit seinem Zeitgenossen, dem Dichter Gilles de Paris, zu verwechseln.

## Leben
Gilles de Corbeil lernte die Freien Künste in Paris und begab sich um 1160 nach Salerno, um dort bei den Meistern der berühmten Medizinschule zu studieren. Er lehrte danach Medizin in Montpellier und seit dem Ende des 12. Jahrhunderts an der Pariser Schule, die um 1200 in den Rang einer Universität erhoben wurde. Dort führte er den salernitanischen Unterrichtskanon ein und publizierte ihn (teils in Versform). In Paris wirkte er auch als Kanoniker an der Kathedrale Notre-Dame de Paris und als Leibarzt des französischen Königs Philipp II. August (Beide Angaben gelten als wissenschaftlich nicht gesichert).

## Werke
Gilles de Corbeil wird hauptsächlich mit seinen vier medizinischen Werken in Verbindung gebracht:
- Carmen de pulsibus oder De pulsibus[4][5]
- Carmen de urinis oder De urinis[6][7][8] (Carmina de urinarum judiciis)[9]
- Viaticus de signis et symptomatibus aegritudinum[10][11]
- De laudibus et virtutibus compositorum medicaminum[12]

Alle Werke sind im daktylischen Hexameter verfasst. Sowohl metrisch als auch inhaltlich sind sie der Gattung Lehrgedicht zuzuordnen. Bei De pulsibus und De urinis handelt es sich um Zusammenfassungen von Theophilus’ Schrift zum Urin bzw. Philaretos’ Werk zum Puls, in De pulsibus werden zudem auch Galens Werke und In techni des Constantinus Africanus als Prätexte genannt. De laudibus hingegen fußt nach Gilles eigener Aussage auf dem Antidotarium des Matthaeus Platearius.
Seine Schrift De urinis enthält (wie vergleichbare Werke von Isaak Judaeus oder Maurus von Salerno) einen Farbkatalog zur Uroskopie. Während De pulsibus und De urinis auch jenseits von Paris ein großes Publikum fanden, wurden der Viaticus und De laudibus vermutlich kaum rezipiert.
Gilles wird zudem als Verfasser eines weiteren Lehrgedichts mit dem Titel De simplicibus aromaticis (De cognitione quarundam medicinarum) diskutiert; die Autorschaft ist jedoch umstritten.
Neben den medizinischen Werken verfasst Gilles auch eine antiklerikale Satire mit dem Titel Hierapigra ad purgandos praelatos, in dem er die Korruption und Vetternwirtschaft des zeitgenössischen Klerus kritisiert. Das Stück wurde in mehrere Volkssprachen übersetzt.

## Ehrungen
Die Stadt Corbeil-Essonnes hat ihr Krankenhaus zu Ehren von Gilles de Corbeil benannt.